# Matheus Petinatti
Matheus Petinatti (* São Paulo, 1975 -  ) es un presentador y actor brasileño, trabaja en cine y televisión.
Entre sus trabajos están Xica da Silva de la Rede Manchete, Pecado Capital y O Cravo e a Rosa, Mandacaru  Rede Manchete  en la Rede Globo y Seus Olhos en SBT. Como presentador estuvo en la Rede CNT y, actualmente, presenta un programa de en la Rede Gospel.
Actualmente es empresario y vive en Miami USA

## Carrera artística

### En televisión
- Hugo (programa de TV interativo) (CNT) - presentador (1996)
- Xica da Silva (Rede Manchete) - Xavier Cabral (1996)
- Mandacaru (Rede Manchete) - Fala Baixo (1997)
- Pecado Capital (Rede Globo) - Juminha (1998)
- O Cravo e a Rosa - Teodoro (2000)
- Seus Olhos (SBT) - Nilo (2004)
- Clip Gospel (Rede Gospel) - presentador

### En cine
- CrashBurn - Teodoro (2003)